# Personnalités de Polynésie française
La page Personnalités de Polynésie française est une annexe des pages Tahiti, Polynésie française, Histoire de la Polynésie française et Politique en Polynésie française.

## Représentants du pouvoir métropolitain

### Responsables du protectorat sur le royaume de Tahiti (1842-1880)
- Armand Joseph Bruat (1796-1855) : 1843-1847,
- Charles Lavaud (1798-1878) : 1847-1850,
- Louis Bonard (1805-1867) : 1850-1852,
- Théogène François Page (1807-1867) 1852-1854,
- Joseph du Bouzet (1805-1867) : 1854-1858,
- Jean-Marie Saisset de Mars (1810-1879) : 1858,
- Louis Eugène Gaultier de La Richerie (1820-1886) : 1858-1864,
- Émile Clément, comte de la Roncière (1803-1874) : 1864-1869
- Michel de Jouslard (1814-1872) : 1869-1871
- Hippolyte Girard (1822-1881) : 1871-1873
- Octave Gilbert-Pierre (1817-1882) : 1873-1876
- Antoine-Léonce Michaux(1822-1893) : 1876-1877[1],[2]
- Joseph Brunet-Millet (1821-1885) : 1877[3]
- Auguste d'Oncieu de la Bâthie (1833-1904) : 1877-1878
- Jacques Planche (1829-1894) : 1878-1880

### Gouverneurs des Établissements français de l’Océanie (1880-1957)
- Henri Chessé (1839-1912) : 1880-1881
- Frédéric Dorlodot des Essarts (1832-1899) : 1881-1883
- Nicolas Morau (1832-1897) : 1883-1885

[Natif du Roseau (La Dominique) Marie Nicolas François Auguste Morau est décédé à Paris en 1897. Il s'était marié en 1858 à Basse-Terre à Marie Gabrielle Joséphine Caillet, née à Cayenne en 1839 et remariée en 1899 à Paris à Jules Prosper Léonard (1844-1908). - Source David Quénéhervé]
- Delphino Moracchini (par intérim) (1846-1903) : 1885-1886
- Théodore Lacascade (1841-1906) : 1886-1893
- Adolphe Granier de Cassagnac (par intérim) (1849-1909) 1893
- Lucien Bommier (par intérim) : 1893
- Jean Ours (par intérim) (1833-1905) : 1893 [4]
- Pierre Papinaud (1844-1900) : 1893-1896
- Gustave Gallet (1850-1936) : 1896-1901
- Victor Rey (1853- 19..) (par intérim): 1901
- Édouard Petit (1856-1904) : 1901-1904
- Victor Lanrezac (en) (1854-1916) : 1904
- Henri Cor (par intérim) : 1904-1905
- Philippe Émile Jullien (1845-1912) : 1905-1907
- Élie Adrien Édouard Charlier (par intérim): 1907-1908
- Joseph Pascal François (en) (1853-1914) : 1908-1910
- Adrien Bonhoure (1860-1929) : 1910-1912
- Charles Hostein (par intérim) : 1912
- Baptiste Géraud (1873-1954) (par intérim) : 1912-1913
- William Fawtier (1867-1926) : 1913-1915
- Gustave Julien (1870-1936) : octobre 1915-1919
- Simoneau (par intérim) : 1919-avril 1919
- Josselin Robert (1867-1956)[5](par intérim) : avril 1919-janvier 1921:
- Gabriel Thaly (1875-19..) (par intérim) : janvier 1921-avril 1921:
- Auguste Guédès (1871-1929) : avril 1921-novembre 1921
- Louis Rivet (1869-1933) septembre 1922-janvier 1927:
- Alfred Solari (par intérim) (1868-1935): janvier 1927-février 1928
- Louis Joseph Bouge (par intérim) (1878-1960) : février 1928-juin 1930
- Léonce Jore (1882-1975) : 21 juin 1930-18 juin 1932
- Alfred Bouchet (par intérim) : juin 1932-juin 1933
- Michel Montagné (1886-1942) : juin 1933-mai 1935
- Henri Sautot (par intérim) (1885-1963) : mai 1935-mars 1937
- Jean Chastenet de Géry (1889-1976) : mars 1937-4 septembre 1940
- Comité provisoire de gouvernement : 4-12 septembre 1940
Composition : Édouard Ahnne (1867-1945), Georges Bambridge (1887-1942), Georges Lagarde, Émile Martin
- Edmond Mansard : 12/09/1940 - 5/11/1940
- Émile de Curton : 5/11/1940-18/06/1941
- Richard Brunot : 18 /06/1941-novembre 1941
- Georges Orselli : novembre 1941-1945
- Jean-Camille Haumant (1898-1955) : 1945-1947
- Pierre Maestracci : 1947-1949
- Armand Anziani (1904-1960) : 1949-1950
- Louis Girault (par intérim) : 1950
- René Petitbon (1902-1965) : 1950-1954
- Jean-Francois Toby (1900-1964) : 1954-1957

### Gouverneurs de la Polynésie française (1957-1977)
- Jean-François Toby (1900-1964) : 1957-1958
- Camille Bailly (par intérim) (1907-1984) : 1958
- Pierre Sicaud (1911-1998) : 1958-1961
- Aimé Grimald (1903-2000) : décembre 1961-janvier 1965
- Jean Sicurani (1915-1977) : 14 janvier 1965-4 février 1969
- Pierre Angeli (1921-2008) : février 1969-1973
- Daniel Videau (1920) : 1973-1975
- Charles Schmitt (1922-1977) : 4 décembre 1975-13 juillet 1977 (haut-commissaire jusqu'en octobre)

### Hauts commissaires (depuis 1977)
Le haut commissaire est président du conseil de gouvernement jusqu’au 14 septembre 1984.
- Charles Schmitt 13 juillet 1977-31 octobre 1977[6])
- Paul Cousseran (1922-2000) : 18 décembre 1977-27 juillet 1981
- Paul Noirot-Cosson (1924-1997) : 27 juillet 1981-15 janvier 1983
- Alain Ohrel (né en 1935) : 15 janvier 1983-28 mars 1985
- Bernard Gérard (1932-2011) : mars 1985-1986
- Pierre Angéli (1921-2008) : avril 1986-10 novembre 1987
- Jean Montpezat (né en 1937) : 28 novembre 1987-3 janvier 1992
- Michel Jau (né en 1951) : 31 janvier 1992-8 août 1994
- Paul Roncière (né en 1942) : 8 août 1994-27 août 1997
- Michel Jeanjean (par intérim) (né en 1951) : 27 août 1997-8 octobre 1997
- Jean Aribaud (né en 1943) : 8 octobre 1997-24 octobre 2001
- Christian Massinon (par intérim) (né en 1946) : 24 octobre 2001-17 novembre 2001
- Michel Mathieu (1944-2010) : 17 novembre 2001-30 juillet 2005
- Jacques Michaut (en) (par intérim) (né en 1946) : 30 juillet 2005-10 septembre 2005
- Anne Boquet (né en 1952) : 10 septembre 2005-29 juin 2008
- Eric Spitz (par intérim) (né en 1963) : 29 juin 2008-7 juillet 2008
- Adolphe Colrat (né en 1955) : 7 juillet 2008 - 7 janvier 2011
- Richard Didier (né en 1961) : 24 janvier 2011- 24 août 2012
- Jean-Pierre Laflaquière (en) (né en 1947) : 24 août 2012 - août 2013
- Lionel Beffre (né en 1964) : 21 août 2013- mai 2016
- René Bidal (né en 1960) : Juin 2016 - Mai 2019
- Dominique Sorain (né en 1955) : Août 2019 - Août 2022
- Eric Spitz (né en 1963) : 23 septembre 2022-[7]

## Représentants du territoire en métropole

### Députés élus en Polynésie française (depuis 1945)
- 1945, 1 circonscription - 1 siège, Charles Vernier[8] (1re Constituante)
- 1946, 1 circonscription - 1 siège, Georges Ahnne (2e Constituante)
- 1946, 1 circonscription - 1 siège, Georges Ahnne (Législative)
- 1949[9], 1 circonscription - 1 siège, Pouvana'a Oopa (RDPT) (Élection partielle après décès de G. Ahnne)
- 1951, 1 circonscription - 1 siège, Pouvana'a Oopa
- 1956, 1 circonscription - 1 siège, Pouvana'a Oopa
- 1958, 1 circonscription - 1 siège, Pouvana'a Oopa
- 1960, 1 circonscription - 1 siège, Marcel Pouvanaa Oopa (Élection partielle après la déchéance de Pouvanaa Oopa le 12 février 1960)[10]
- 1962, 1 circonscription - 1 siège, John Teariki (RDPT)
- 1967, 1 circonscription - 1 siège, Francis Sanford (E'a Api)
- 1968, 1 circonscription - 1 siège, Francis Sanford
- 1973, 1 circonscription - 1 siège, Francis Sanford
- 1976, 1 circonscription - 1 siège, Francis Sanford (Élection partielle après démission[11])
- 1978, 2 circonscriptions, Jean Juventin (Here Ai'a) — Gaston Flosse (Tahoera'a Huiraatira)
- 1981, 2 circonscriptions, Jean Juventin (Here Ai'a) — Gaston Flosse[12] (Tahoera'a Huiraatira)
- 1986, 1 circonscription - 2 sièges, Alexandre Leontieff (Tahoera'a Huiraatira) — Gaston Flosse[13] (Tahoera'a Huiraatira)
- 1988, 2 circonscriptions, Alexandre Léontieff (Tahoera'a Huiraatira) — Émile Vernaudon (Ai'a Api)
- 1993, 2 circonscriptions, Jean Juventin (Here ai'a) — Gaston Flosse (Tahoera'a Huiraatira)
- 1997, 2 circonscriptions, Michel Buillard (Tahoeraa Huiraatira) — Émile Vernaudon (Ai'a Api)
- 2002, 2 circonscriptions, Michel Buillard (Tahoera'a Huiraatira) — Béatrice Vernaudon (Tahoera'a Huiraatira)
- 2007, 2 circonscriptions, Michel Buillard (Tahoera'a Huiraatira) — Bruno Sandras (Tahoera'a Huiraatira)
- 2012, 3 circonscriptions, 3 sièges, Edouard Fritch (Tahoeraa Huiraatira), démissionne en 2014, Maina Sage est élue à sa place - Jean-Paul Tuaiva (Tahoeraa Huiraatira) - Jonas Tahuaitu (Tahoeraa Huiraatira)

### Sénateurs de Polynésie française
La Constitution de 1946 attribue aux Établissements français d'Océanie un siège au Conseil de la République, l'équivalent du Sénat des IIIe et Ve Républiques.
Les sénateurs actuels de la Polynésie française sont Lana Tetuanui et Nuihau Laurey

### Membres du Conseil économique et social
La Polynésie française a un représentant qui fait partie du groupe de l’Outre-Mer. Les membres de ce groupe sont nommés par le gouvernement français sur proposition du ministre de l’Outre-Mer, après consultation des organisations professionnelles du territoire concerné.
- Michel Paoletti 2004-2011
- Patrick Galenon, syndicaliste à Papeete 2010-2015.
- Depuis 2015 Christian Vernaudon

## Principaux élus locaux

### Maires de Papeete (depuis 1890)
Le statut de commune est accordé à Papeete seulement en 1890.
- François Cardella : 1890-1917
- Lucien Sigogne : 1917-1920
- Hyppolite Malarde : 1920-1922
- Fernand Cassiau : 1922-1933
- Georges Bambridge : 1933-1941
- Léonce Brault : 1941-1942
- Alfred Poroi : 1942-1966
- Georges Pambrun : 1966-1977
- Jean Juventin : 1977-1993
- Louise Carlson : 1993-1995
- Michel Buillard : 1995-fin du mandat en cours : 2026

### Présidents de l’Assemblée territoriale (depuis 1946)
L'Assemblée territoriale, devenue Assemblée de la Polynésie française, est créée en 1946, lorsque les Établissements français de l'Océanie deviennent un Territoire d'Outre-Mer.
La liste ci-dessous ne tient pas compte des réélections immédiates (celles-ci sont indiquées sur la page Assemblée de la Polynésie française).
- Joseph Quesnot : 11 mars 1946
- Jean Millaud : 30 mai 1949
- Albert Leboucher : 4 octobre 1951
- Jean-Baptiste Céran-Jérusalémy : 14 mars 1953
- Noël Ilari : 18 octobre 1953
- Walter Grand : 10 juin 1955
- Jean-Baptiste Céran-Jérusalémy : 23 avril 1958
- Georges Leboucher : 27 mai 1958
- Jacques Tauraa : 20 mai 1959
- Frantz Vanizette : 2 mars 1961
- Jacques Tauraa : 6 novembre 1962
- Jean Millaud : 17 mai 1968
- John Teariki : 17 juin 1969
- Jean Millaud : 14 mai 1970
- John Teariki : 13 mai 1971
- Jean Millaud : 25 mai 1972
- Gaston Flosse : 5 octobre 1972
- Frantz Vanizette : 5 juin 1974
- Gaston Flosse : 10 juin 1976
- Frantz Vanizette : 7 juin 1977
- John Teariki : 28 avril 1978
- Frantz Vanizette : 29 mai 1979
- John Teariki : 30 mai 1980
- Frantz Vanizette : 29 mai 1981
- Émile Vernaudon : 1er juin 1982
- Jacques Teuira : 5 avril 1983
- Roger Doom : 12 mars 1987
- Jean Juventin : 10 mai 1988
- Émile Vernaudon : 28 mars 1991
- Jean Juventin : 2 avril 1992
- Tinomana Ebb : 6 avril 1995
- Justin Arapari : 23 mai 1996
- Lucette Taero : 17 mai 2001
- Antony Géros : 3 juin 2004
- Hirohiti Tefaarere : 16 novembre 2004
- Antony Géros : 14 avril 2005
- Philip Schyle : 13 avril 2006
- Édouard Fritch : 13 avril 2007
- Oscar Temaru : 29 février 2008
- Édouard Fritch : 12 février 2009
- Philip Schyle : 9 avril 2009
- Oscar Temaru : 9 avril 2010
- Jacqui Drollet : 14 avril 2011
- Édouard Fritch : 16 mai 2013
- Marcel Tuihani : 16 septembre 2014
- Gaston Tong Sang: 17 mai 2018
- Antony Géros : 11 mai 2023

## Quelques biographies
Les biographies proposées ci-dessous sont des ébauches qui pourront servir de base à la création de pages spéciales, si cela paraît utile.

### Charles Vernier(1883-1966): le premier député
Né à Tahiti, fils d'un missionnaire métropolitain, Charles Vernier finit ses études secondaires en France, puis fait des études de théologie (1903-1908) à Montauban et à Édimbourg. En 1911, il revient à Tahiti où il est pasteur. en 1937, il est élu président du Synode de l'Église évangélique. Il travaille aussi sur l'enseignement de la langue tahitienne. En 1940, il fait partie du Comité de la France libre. En 1945, alors qu'il se trouve en France, il est sollicité pour devenir député à la première Constituante (octobre 1945-juin 1946) et est élu. Il cède ensuite le siège à Georges Ahnne. De 1945 à 1948, il occupe pendant trois ans une chaire de tahitien à l'École des Langues orientales. À la mort de Georges Ahnne, en 1949, il se présente contre Pouvanaa Oopa, mais à ce moment, le mouvement pouvaniste est devenu majoritaire et Charles Vernier est battu. Il quitte Tahiti pour la métropole en 1951 et continue de travailler sur la langue tahitienne. Il meurt à Romans-sur-Isère en 1966.
Durant son mandat, il était lié au groupe de l'UDSR, ainsi que Georges Ahnne. Ce lien avec l'UDSR sera repris par l'Union tahitienne pendant quelques années. Cf. Assemblée Nationale .

### Rudy Bambridge(1926-1982): l'Union tahitienne
Pour les articles homonymes, voir Bambridge.
Rudy Bambridge est issu d'une famille notable de Tahiti, d'origine anglaise. Avocat, il fonde l'Union tahitienne au cours des années 1950, comme organisation destinée à s'opposer au RDPT de Pouvanaa Oopa. D'abord lié à l'UDSR, l'Union tahitienne se rapproche du parti gaulliste de métropole en 1957-58 (ce parti est alors appelé Centre national des Républicains sociaux). Rudy Bambridge en est le président, mais ne semble pas avoir eu de mandat électoral remarquable. Il échoue en effet aux élections législatives de 1958, de 1959 et de 1962. Il se retire de la vie politique en 1971, laissant sa place à Gaston Flosse.

### Alfred Poroi(1906-1994): maire de Papeete et sénateur (UT/UTD)
Maire de Papeete de 1942 à 1965 (à titre provisoire de 1942 à 1945) ; membre de l'Union tahitienne, puis de l'UT-UNR ; quitte (ou est exclu de) ce parti en 1962 ; sénateur de 1962 (contre Gérald Coppenrath) à 1971 (n'est pas candidat contre Pouvanaa Oopa). Cf. Sénat .

### Gérald Coppenrath(1922-2008): sénateur (UT) puis leader autonomiste
Issu d'une autre famille notable de Tahiti, d'origine allemande. Né à Papeete, il fait ses études secondaires et supérieures (droit et anglais) à Poitiers. Il participe à la Résistance en 1943 et 1944 (maquis Joël). Il revient ensuite à Tahiti où il exerce la profession d'avocat (1948-1987). En 1957, il est élu à l'Assemblée territoriale pour l'Union tahitienne, puis il est élu sénateur en 1958 et réélu en 1959. Mais il est battu par Alfred Poroi en 1962. Cf. Sénat 
Il quitte ensuite l'Union tahitienne et fonde le mouvement Iaora o Polinesia ; en 1970, il fusionne avec ceux de Frantz Vanizette et Charles Taufa pour créer Te Autahoeraa, qui joue un rôle assez important dans les années 1975-1980 en ralliant le Front uni de John Teariki et Francis Sanford.

### John Teariki(1914-1983): député et leader autonomiste (RDPT,Here Ai'a)
Né à Afareaitu (île de Moorea). Son grand-père paternel était pasteur ; il épouse une "demie" du lignage des chefs d'Afareaitu, où il détient une importante propriété foncière. Membre du RDPT dès 1949, il est élu chef du district d'Afareaitu en 1952, puis conseiller territorial pour Moorea en 1953. Après l'arrestation de Pouvanaa, il est suppléant de Marcel Oopa, élu député en 1960, le remplace en 1961 et est réélu en 1962. Le RDPT est dissout en 1963 ; John Teariki fonde le Pupu Here Aia) en 1965. Il est battu en 1967 par Francis Sanford, avec qui il va cependant s'allier assez rapidement pour fonder un peu plus tard (1975) le Front Uni. Il meurt en 1983 à Papeete des suites d'un accident de tracteur survenu à Taravao. Cf. Assemblée Nationale .

### Frantz Vanizette (1927-2001): dirigeant de l'UT puis leader autonomiste
Métropolitain arrivé à Tahiti en 1947 ; crée un syndicat de marin ; adhère à l'Union tahitienne dont il est secrétaire général à la fin des années 1950. Quitte l'UT et participe comme leader à la création de Te Autahoeraa. Dans le cadre de l'alliance avec Gaston Flosse, il devient président de l'Assemblée territoriale en 1973, puis le reste après qu'Autahoeraa a rallié le Front uni (29 mai 1975) ; il joue un rôle essentiel pendant la crise institutionnelle de 1975-1977. Après l'adoption du nouveau statut (juillet 1977), il cède le poste à John Teariki lorsque celui-ci renonce à la députation (mars 1978) ; Frantz Vanizette devient président de la Commission permanente de l'Assemblée.

## Familles notables de Polynésie française

### Famille Pōmare
L’ancienne famille royale se perpétue de nos jours ; ses membres actuels descendent de Pōmare IV par les branches Pōmare V (1839-1891), Prince Tamatoa (1842-1881) et Prince Teriitua (1847-1875).
Dans la lignée son arrière-petit-fils Ariipaea (1898-1947), petit-fils du prince Teriitua figurent des acteurs de la vie publique ou médiatique polynésienne, notamment :
- Léopold Pōmare (né en 1935) : 9e enfant d’Ariipaea, réside en métropole.
- Yvannah Lolita Tetuanui Marereva Pōmare, épouse Tixier : petite-fille d’Ariipaea, nièce du précédent candidate aux élections municipales 2008 à Pirae sur la liste d'Edouard Fritch.
- Wilfrid Marama Toiifenuaura Pōmare : petit-fils d’Ariipaea, cousin de la précédente ; élu municipal de Pirae sur la liste de Béatrice Vernaudon-Coppenrath en 2008 ; adjoint au maire de Pirae.
- Joinville Pōmare (né en 1953), frère[18] du précédent, est à l’heure actuelle la personnalité la plus en vue de la famille Pōmare, du fait d’un comportement quelque peu excentrique.
Le 28 mai 2009, Joinville Pōmare s’est autoproclamé roi de Tahiti sous le nom de Pōmare XI, ce qui a provoqué des réactions défavorables de la part des autres membres de la famille.

Sans oublier la famille Taumi qui fait partie de la descendance Pōmare IV, les familles de la branche de la dynastie des Pōmare est de nos jours présente autour des Tuamotu

### Famille Oopa
- Pouvanaa Oopa (1895-1977) : voir la page qui lui est consacrée.
- Marcel Pouvanaa Oopa (1917-1961) : fils de Pouvanaa ; il est élu député (RDPT) après la déchéance de son père en 1960. Son épouse joue un rôle politique au cours des années 1960, rendant visite à Pouvanaa pendant sa résidence forcée à Pierrefonds.
- Annick Oopa (épouse Afo) : petite fille de Peni Oopa (frère de Pouvanaa) et de Teuramarea Puupuu, dite Mama Peni, restauratrice à Huahine (1916-2010) ; elle est représentante (UDSP) des Iles sous le Vent à l’Assemblée de Polynésie Française ; membre de la Commission permanente en 2010.
- Richard Oopa : il est élu municipal à Huahine. Richard a participé avec le sénateur Richard Tuheiava à une cérémonie commémorative à Pierrefonds (décembre 2008).
- Vaianu Oopa : collaboratrice de Maina Sage (secrétaire générale adjointe du Rautahi, membre de l’APF depuis 2008).

### Famille Salmon

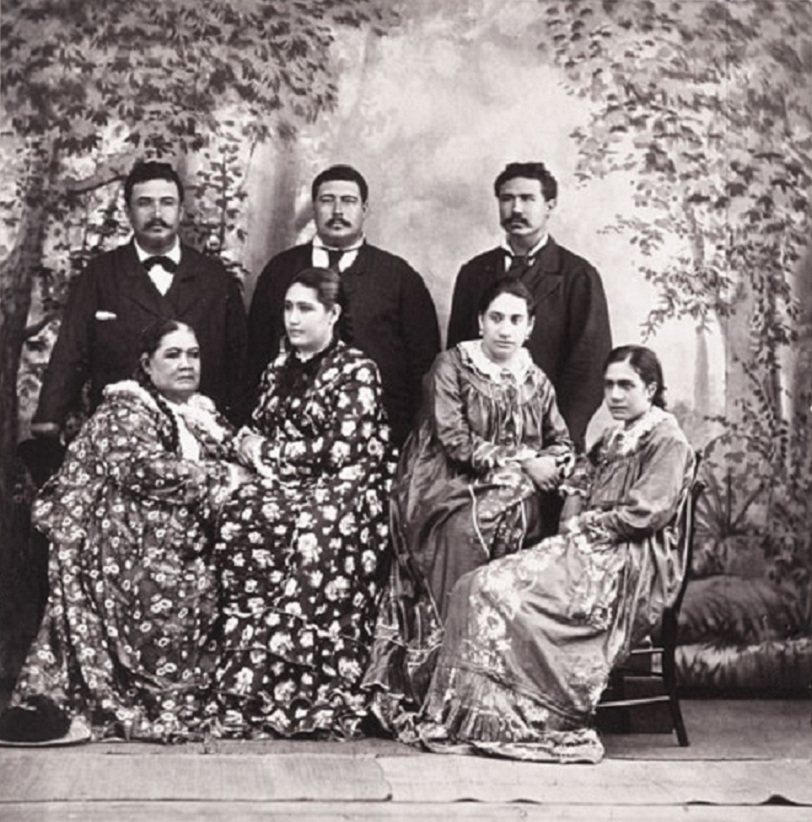
Des membres de la famille Salmon vers 1885 : Charles James Tati Salmon, Alexandre Ari'ipaea Salmon, Jean Nari'i Salmon, Ari'i Taimai, Moetia, Marau et Manihinihi.

Référence générale : le tombeau familial à Papara (commune du sud-ouest de Tahiti).
Cette famille est issue du mariage entre un commerçant anglais, Alexander Salmon, et la princesse Ariitaimai. Au XIXe siècle, elle a donc des liens avec la famille royale de Tahiti ; elle est aussi liée sur le plan économique avec un négociant important en Polynésie, l'écossais John Brander.
- Alexandre Salmon (1820-1866) : commerçant anglais issu d’une famille juive ; secrétaire de la reine Pōmare IV ; épouse en 1842 Ariitaimai, de la famille royale des Pōmare.
- Ariitaimai (1822-1897): la princesse Oehau (ari’i Oehau), fille adoptive de Pōmare II, sœur adoptive de Pōmare III et IV, est renommée Ariitaimai (ari’i Taimai) lors de son mariage avec Alexandre Salmon ; elle se voit proposer la couronne de Tahiti par le commandant Bruat alors que Pōmare IV a fui l’île en 1846, mais refuse. Elle vit généralement dans la maison familiale des Salmon, encore existante, à Papara.
- Titaua Tetuanui Salmon (1842-1898) : fille d’Alexandre et d'Ariitaimai, épouse de John Brander (1814-1877) ; celui-ci, arrivé à Tahiti en 1851, est à la tête d’une vaste entreprise, la maison Brander. À Tahiti, John Brander constitue à Mahina un domaine de 65 ha, Hitimahana, où il fait construire une vaste demeure, Maison Blanche (actuellement appelée Villa Martin). Titaua et lui ont 9 enfants[20]. Après la mort de John Brander, Titaua épouse un autre entrepreneur écossais, George Darsie, dont elle a 3 autres enfants[21]. Elle est d'ailleurs inhumée en Écosse.
  - Titaua Ariitaimai Brander (1872-1960) : fille de John Brander et de Titaua Salmon ; se retrouvant héritière unique du domaine de Maison Blanche, Titaua Brander le vend en 1902 à sa tante Moetia Salmon[22] en quittant le territoire.
  - La maison Brander : il ressort de plusieurs sites que cette entreprise était fondée sur une association entre Alexandre Salmon et John Brander ; elle était orientée vers l’exploitation foncière dans divers lieux de Polynésie (Tahiti, îles Marquises, Palmerston (îles Cook), île de Pâques). En ce qui concerne l'île de Pâques, un accord est conclu en 1871 entre John Brander et le capitaine français Dutrou Bornier (?-1876), propriétaire ou fermier des terres agricoles de l'île, pour exploiter ces terres jusqu'en 1876. La mort des deux associés aboutit à une longue période de procédures entre leurs veuves et héritiers[23]. Durant cette période, Alexandre Salmon, frère de Titaua, dirige l'exploitation en litige (infra).
- Johanna Marau Taaroa Salmon (1846-1934) : fille d’Alexandre et d’Ariitaimai, épouse de Pōmare V, elle est la dernière reine de Tahiti ; divorcée en 1888 ; vit ensuite à Papara avec sa mère.
Publication : Quelques commentaires sur le Pii, in Bulletin de la Société des Études Océaniennes, 1927, vol. 20, p. 260-271.
- Ariionore Moetia Salmon (1848-1935) : fille d’Alexandre et d’Ariitaimai ; épouse du consul américain à Tahiti, ancien soldat de l’Union, l’entrepreneur et bienfaiteur Dorence Atwater (en) (1845-1910) qui a bénéficié d’une sépulture auprès des membres de la famille royale de Tahiti.
- Charles James Tati Salmon (1850-1918) : fils d’Alexandre et d’Ariitaimai ; prend en charge la propriété familiale après la mort de sa mère ; d’après un ouvrage de 1892 (Jules Desfontaines, 18 000 lieues à travers le monde, Paris, 1892), sa propriété foncière couvre 4 000 hectares à Tahiti et Moorea ; il meurt de la grippe espagnole.
- Alexander Ariipaea Salmon (en) (1855-1914) : fils d’Alexandre et d’Ariitaimai. En 1878, il est chargé de diriger l'exploitation des terres de l'association Brander-Dutrou Bornier sur l’île de Pâques (il s'agit d'un élevage de moutons de 14 000 têtes). Cela fait de lui le chef de fait de l’île (dont la population se trouve à ce moment à son niveau le plus bas : 111 habitants en 1877) jusqu’à ce qu’elle passe sous la souveraineté chilienne en 1888.
- Jean Narii Salmon (1856-1906) : fils d’Alexandre et d’Ariitaimai ; capitaine et armateur.
- Elie Nedo Salmon (1925-1994), époux de Vaite Bessert (1921-2009) : instituteur ; de religion protestante, il est Secrétaire général de l’Église évangélique en 1958 ; un des fondateurs de l’Union tahitienne avec Rudy Bambridge ; membre de l’Assemblée territoriale à partir de 1957 ; présenté comme candidat à la députation par l’UT-UDR en 1968 (battu par Francis Sanford) ; directeur de la prison de Nuutania dans les années 1970 ; chancelier de l’Académie tahitienne vers 1975.
Publication : La langue et l'administration en Polynésie Française in Pacific Languages: Directions for the Future. [a collection of papers from a meeting at Vila], 1986, Vila, Vanuatu. Nedo Salmon représentait l’Académie tahitienne à cette conférence et parle du rôle de cet organisme et de ses relations avec le gouvernement territorial.
- Tutaha Salmon (1929-2002) : maire de la commune associée de Tautira et de la commune de Taiarapu-Est (Iles du Vent) ; suppléant de Gaston Flosse qu’il remplace en 1982 ; conseiller territorial.
- Tavana Salmon : un des réintroducteurs de l’art du tatouage polynésien dans les années 1980, il préside le festival 2006 Tatau i Tahiti-Tattoonesia.
- James Narii Salmon (né en 1946 à Papeete) : ingénieur ; membre du Tavini Huiraatira, représentant à l’APF depuis 1986 ; ministre d’Oscar Temaru en 2004.
- Maeva Salmon : déléguée de la Polynésie française en métropole depuis février 2007 (nommée par Gaston Flosse).
- Geffry (plus rarement : Jeffry) Salmon : ancien président de l’OPT ; ancien PDG d’Air Tahiti Nui.
- John SALMON (surnommé Kitty) : Grand sportif, notamment dans l'athlétisme, le hobie cat, la course automobile. Plusieurs fois champion de Polynésie, champion du pacifique sud ou encore vice-champion du monde de hobie cat.

### Famille Bambridge
Quelques références

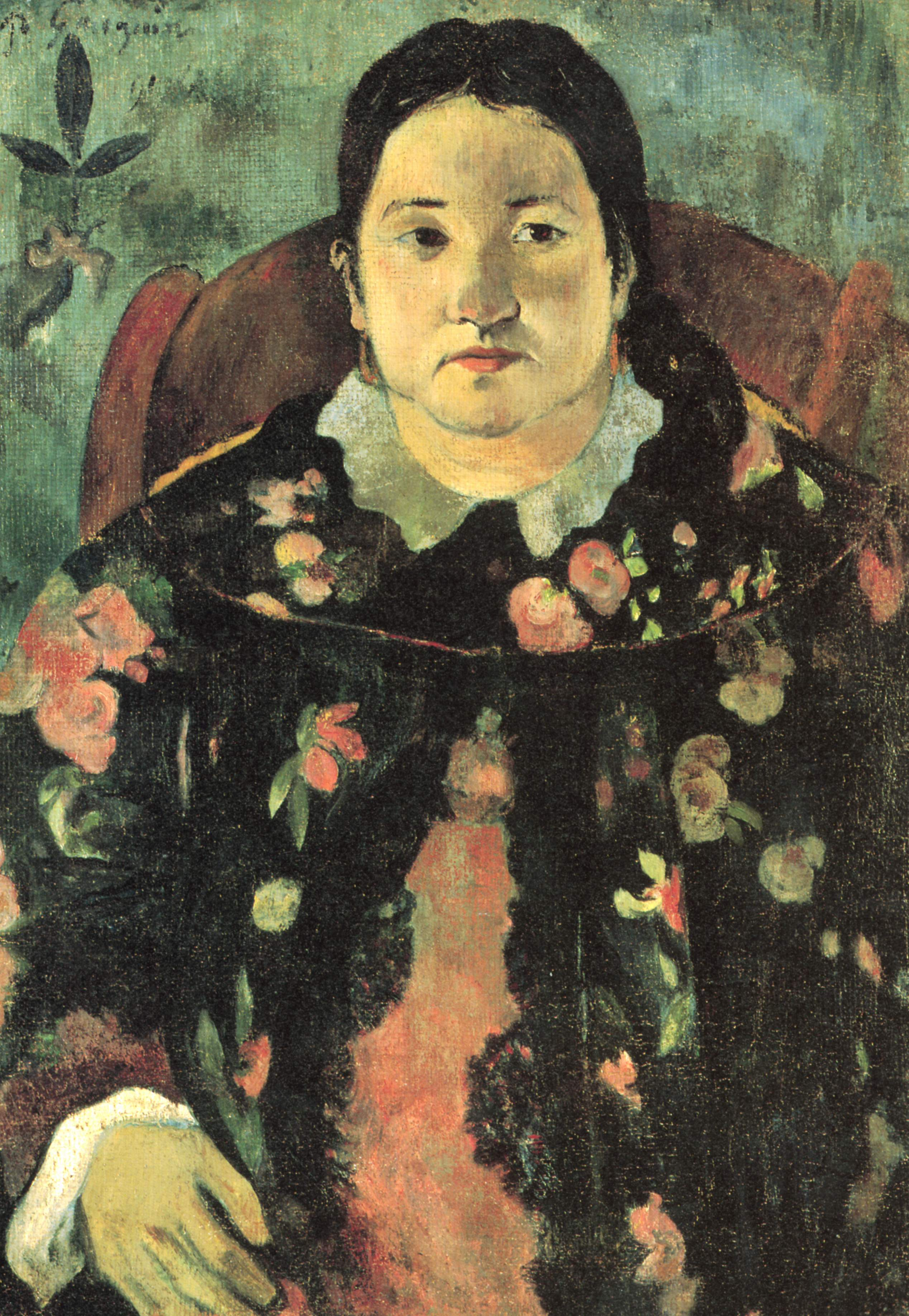
Suzanne Bambridge, fille de Thomas Bambridge et de Maraea Connor, peinte par Paul Gauguin en 1891.

- Réunion de famille (Tahitipresse, 29 juillet 2008)[24]
- Cimetière familial[25]
- Léproserie Tony Bambridge à Orofara (vallée de Mahina), créée en 1914[26]
- Magasin de la société Bambridge-Dexter créé dans les années 1950[27]

Quelques membres de la famille
- Thomas Bambridge (1801- 1879) : né en Angleterre dans le comté de Norfolk. Condamné en 1818 à 7 ans de bagne en Australie, Thomas Bambridge vit ensuite à Tonga puis arrive à Tahiti en 1833 où il épouse Maraea Connor en mai 1833.
- Maraea Bambridge, née Connor (1814-1881) : petite-fille de James Connor (~1767-1804), un Britannique naufragé à Moruroa sur le Matilda (en) et de Tetupaia a Vetea, des familles royales de Bora Bora et de Raiatea, renommée Tetuairerii lors de son mariage (vers 1792).
- Georges Bambridge (1887-1942) : né à Hamuta ; chef de la société Bambridge, Dexter et Cie (successeur de la Société Commerciale d'Océanie) ; participe au Radio Club océanien créé en 1934 à Papeete (la seule radio jusque dans les années 1950) ; conseiller municipal, puis maire de Papeete (de 1933 au 27 juin 1941) ; membre du Comité de la France libre puis du Comité provisoire de gouvernement ; meurt d’une attaque cardiaque.Cf.  et
- Anthony (Tony) Bambridge (1895-1964), époux d’Émilie ? : frère de Georges Bambridge ; membre du Comité de la France libre ; participe à la Première Guerre Mondiale et combat au Chemin des Dames en 1917 ; successeur de Georges à la tête de la société qui dans les années 1950 s'occupe de commerce (magasin Fare Tony), de transports maritimes et de plusieurs cinémas) ; philanthrope (léproserie d’Orofara, lutte contre la filariose…)
- William (Willy) Bambridge (1911-1953) : fils de Georges Bambridge ; joueur de football (gardien de but), éponyme d’un stade de Papeete ; interrompant des études de droit commencées à Montpellier, il joue de 1933 à 1939 dans les équipes de Sète, de Rennes et de Vannes ; prisonnier de guerre ; il rentre à Tahiti après la guerre et devient professeur d’EPS ; meurt d’une attaque cardiaque à 42 ans.
- Rudolf (Rudy) Bambridge (1926-1982) : fils de Tony Bambridge ; avocat ; fondateur de l’Union tahitienne qu’il dirige jusqu’en 1971. Biographie ci-dessus.
- Maiana Bambridge : fille de Rudy Bambridge ; en avril 2009, directeur de cabinet d’Oscar Temaru.
- Vetea Bambridge (1955-2005) : secrétaire général de l’Assemblée de Polynésie Française de 1987 à 2005 (l’hémicycle de l’APF a reçu le nom de Salle Vetea Bambridge).
- Temanava Bambridge-Babin : 2e fille de Rudy Bambridge ; Avocat au barreau de Papeete depuis octobre 1987, vice-présidente de l’association PUNA ORA qui a pour objet de faciliter l’insertion sociale et professionnelle des inculpés, prévenus et condamnés. Marié avec Olivier Babin, trois enfants Victor, Edouard et Arthur.
- Tamatoa Bambridge : chargé de recherches au CNRS (anthropologie), spécialiste des questions foncières et environnementales en Polynésie française ; directeur scientifique du colloque Le foncier en Polynésie organisé par l'AJPF (2008, 2009) ; participant aux États généraux de l’Outre-Mer (2009), en tant que responsable à Tahiti de l’atelier La Polynésie française face à la crise).
Quelques publications :
*Tamatoa Bambridge, La terre dans l'archipel des Australes, étude du pluralisme juridique et culturel en matière foncière, Au Vent des Îles, Papeete, 2009 ;
*Bibliographie générale : http://tamatoabambridgeajpf.blogspot.com/

### Famille Coppenrath
- Clément Coppenrath (né vers 1885), époux de Marthe Servant : commerçant.
- Marthe Coppenrath : participe à la création de la Croix-Rouge à Tahiti (1933)
- Gérald Coppenrath (1922-2008) : fils de Clément Coppenrath ; sénateur UT de 1959 à 1962 ; dirigeant d'Autahoeraa dans les années 1970. Biographie ci-dessus.
- Michel Coppenrath (1924-2008) : fils de Clément Coppenrath ; coadjuteur de Papeete (1968) ; archevêque de Papeete (1973-1999).
- Hubert Coppenrath (1930-2022) : fils de Clément Coppenrath ; archevêque de Papeete de 1999 à 2011.
- Armelle Merceron (née en 1950) : fille de Gérald Coppenrath ; professeur d’économie et gestion ; personnalité politique de Ia Ora Te Fenua ; membre de l’Assemblée territoriale pour la circonscription des Iles du Vent.
- Béatrice Coppenrath (épouse Vernaudon) (née en 1954) : fille de Gérald Coppenrath ; personnalité politique du Tahoeraa, puis de To Tatou Aia ; députée (2002-2007) ; maire de Pirae (2008-2014).

#### Famille Pambrun
La famille Pambrun en Polynésie : Sources officielles et familiales[source insuffisante]
On retrouve le patronyme Pambrun en Amérique du Nord. Les Pambrun du Canada et de la Polynésie française sont originaires de la Bigorre dans les Hautes-Pyrénées où ce nom est fortement concentré. En Polynésie française, le premier Pambrun y fait souche en 1900 s'appelait Eugène. L'un de ses fils Georges a été maire de Papeete de 1966 à 1977.
Principaux membres de la famille :
- Eugène Pambrun (Hitte (Hautes-Pyrénées), °1874- +28 août 1928 Séméac (Hautes-Pyrénées). Marin et gendarme. Marié en 1903 avec Virginie Lequerré. Quatre enfants :

1/ Aimé Eugène Victor Tera'ituatini Pambrun(4 juillet 1902 Papeete - 1996 Papara), marié le 27 janvier 1923 à Nohoraae juillet Richmond Décédée en 1965. Épouse Nora Frida Tenini Richmond en juillet 1967. Imprimeur puis Directeur de l'imprimerie officielle de Papeete (Polynésie française), jusqu'à sa retraite en 1964.
2/ Henri Charles Punuaaitua Pambrun (1904 Papeete - 1988 Punaauia), marié avec Andrée Teraiharoa. Administrateur; Chef du service du cadastre et Conservateur des Hypothèques à Papeete dans les années cinquante/soixante.
3/ Georges Antoine Teriihauatua Pambrun, dit "Tetua"(17 juin 1906 Tahuata, îles Marquises - 23 novembre 1996 Mataiea), épouse en 1937 Henriette Thompson. Préparateur en pharmacie, il est conseiller municipal de Papeete en 1947 et devient premier adjoint, puis est élu maire en 1966 (les élections de 1965 ayant été annulées) puis réélu en 1971.
4/ Ernest Vincent Moe Ariitai Pambrun (31 juillet 1911 Papeete - décédé à Papeete 1992), marié en décembre 1932 avec Yvonne Plossot-Baseau à Tarbes (Hautes-Pyrénées). Sculpteur sur bois et professeur de sculpture sur bois.
Les liens de filiation sont connus pour les suivants :
- Eugène Henri Anges Pambrun (1927-2001). Fils d'Aimé Pambrun et Nohoraae Richmond. Militaire de carrière (marine & armée de l'air). Carrière au CEA. L'un des pionniers du renouveau culturel au début des années soixante. Fondateur et président du "Ma'ohi club" en 1965, une association à vocation culturelle. La particularité du Ma'ohi club était de revaloriser la culture ancestrale dans les districts de Tahiti, à travers les pratiques culinaires, l'artisanat, les sports traditionnels etc. et dont l'originalité était de faire participer de manière active la population du district visité. Maco Tevane qui avait adhéré à l'association par la suite en deviendra le président en 1968. Malheureusement du fait de l'implication (entre autres) de ce dernier dans la vie politique locale le ma'ohi club n'aura pas la destinée imaginée par son fondateur. Le ma'ohi club disparaitra purement et simplement sans aucune reconnaissance et surtout sans que la moindre ligne ne lui soit consacrée dans aucun ouvrage par les institutions culturelles du pays. Dans le courant des années soixante-dix une autre association culturelle, la "Ligue du Monde Maori" sera créée par Eugène Pambrun attristé par la mort programmée puis la disparition du ma'ohi club. Son imagination et sa créativité n'avait pas de limites. Malheureusement par manque de moyens et parce que le sérail dominant ne voulait pas le suivre invoquant des motifs financiers, certains de ses projets n'ont pas abouti entre autres un village artisanal tahitien. Il était l'un des acteurs majeurs du monde culturel au début des années soixante et ses idées inspirèrent les acteurs du monde institutionnel politique et culturel de l'époque. Ainsi les années 1970-80 verront la concrétisation et la mise en place d'outils institutionnels et évènements culturels du pays. A postériori ses vœux ont été réalisés mais sans lui et il faut souligner que jamais à jusqu'à ce jour il n'a fait l'objet d'une quelconque reconnaissance de la part des ministères de la culture successifs.
- Jean-Marc Tera’ituatini Pambrun (né le 22 décembre 1953 à Paris, décédé à Créteil le 12 février 2011). Fils d'Eugène Henri Anges Pambrun et de Liliane Babou. Petit-fils d'Aimé Pambrun et de Nohoraae Richmond. Écrivain, artiste, musicien, anthropologue. Directeur du Musée de Tahiti et des Iles de 2005 au 12 février 2011.

Études d’anthropologie à Paris (1975-1979) ; président de l’Association des étudiants tahitiens (1976-1978) ; perd sa bourse en raison de désaccords avec les autorités territoriales ; de retour à Tahiti, il est employé au Musée de Tahiti et des Iles au Centre polynésien des Sciences humaines (Te Anavaharau), puis il deviendra directeur du département des Traditions du Centre Te Anavaharau (de 1982 à 1992) ; Fondateur des Nouvelles Éditions Polynésiennes PUNA HONU en 2010; auteur-compositeur-interprète ; poète ; auteur prolifique il est également connu sous le pseudonyme d'Étienne Ahuroa pour son livre "Les Parfums du silence (prix « Fiction » lors de la 6e édition du Livre Insulaire (Ouessant 2004). Parmi ses écrits un roman le "Bambou noir" 2005; une biographie d'un héros polynésien "Henri Hiro" 2010.
- Teiki Pambrun (association "Faafaite ite ao Maohi") : navigateur et naturaliste. Fils d'Henri Pambrun et d'Andrée Teraiharoa.

Expulsé vers 1996-97 de l’atoll de Tetiaroa (propriété à l'époque de Marlon Brando); s’étant installé sur l’îlot Ahi, il crée le "Lagoonarium", un parc marin, dont il est le gérant de 1997 à 2008 ; très vite un conflit apparait entre lui et le propriétaire George Handerson, et après plusieurs années de procès, il est expulsé par intervention de la gendarmerie (2008).
En 1999, il effectue en trois mois une traversée du Pérou aux Marquises sur le "Matarangi 2" (avec équipage).
En 2010, il est engagé comme navigateur sur le "Upoo Tahiti", "va'a motu" à balancier de Clément Pito et Joseph Laine, pour faire un trajet de Tahiti à Shanghai en 50-60 jours (départ fin juin 2010).

## Personnalités intellectuelles de Polynésie française

### Sciences humaines
Bengt Danielsson (anthropologue et historien), 1921-1997. Voir page dédiée.
Patrick O'Reilly, ( ethnologue) 1900-1988. 
Jean Guiart (anthropologue et ethnologue), 1925-2019. Voir page dédiée.
Pierre Vérin (anthropologue, linguiste), 1934-2010. Voir page dédiée.
Michel Charleux (archéologue) : né le 6 septembre 1945 à Paris ; doctorant en archéologie.
1973 : restauration du marae Ta’ata (Paea)
1999-2001 : éco-musée de Mayotte
2003-2007 : restauration de sites d’habitation à Rurutu
2007-2008 : participe à l’exposition « Eric de Bisschop » (collège de Rurutu)
avril 2010 : début d’une mission archéologique à Eiao.
Louise Peltzer, linguiste, est professeur à l'Université de Polynésie française (Langue et littérature polynésienne), ayant démissionné du poste de présidente, écrivain et membre de l'Académie tahitienne. Voir la page dédiée.
Eric Conte (archéologue) : professeur d’ethnoarchéologie à l’UPF, directeur du CIRAP (Centre international pour la Recherche archéologique en Polynésie), directeur adjoint du GOPS (Grand Observatoire du Pacifique sud) ; responsable de l’enseignement de l’archéologie océanienne à l’université Paris-I (Panthéon-Sorbonne).
2007 : fouilles à Huahine.
Alessio Guarino, Physicien, enseignant-chercheur à l'Université de Polynésie français, directeur du département des Sciences.
Christine Langevin, anthropologue, auteur de "Tahitiennes, de la tradition à l'intégration culturelle", L'Harmattan, 1990, rééd. 2000.
Jean-Marc Pambrun (anthropologue) : directeur du Musée de Tahiti.
Bruno Saura (anthropologue), professeur à l'Université de Polynésie française.

### Littérature
- Aurora Bertrana (1892-1974), écrivaine républicaine espagnole qui a résidé à Papeete

- Flora Devatine (née en 1942)
- Henri Hiro (1944-1990)
- John Mairai (1945-2023), poète
- Louise Peltzer (1946-), linguiste, est écrivain en tahitien et en français, membre de l'Académie tahitienne et professeur à l'Université de la Polynésie française (Langue et littérature polynésienne), présidente de cette université jusqu'en 2011
- Turo Raapoto (1948-2014), théologien
- Jean-Marc Pambrun (1953-12 février 2011) : cf. famille Pambrun

### Médecine
- Louis Rollin (1887-1972), médecin, administrateur colonial et officier des Forces Françaises Libres
- Andréa de Balmann (1913-2007), première femme tahitienne docteur en médecine en 1939

## Hommes d’affaires
- Jacques Lavie (né en 1991), fondateur de BnbLord[31]

## Artistes
- Bobby Holcomb (1947 - 1991) auteur compositeur, interprète et peintre.
- Coco Hotahota (danseur et chorégraphe).
- Maco Tevane (1937 - 2013) auteur, metteur en scène, acteur en langue tahitienne.
- Madeleine Moua (chorégraphe).
- Pouira ā TEAUNA, dit «Te Arapo» (1902 - 1969), écrivain et homme de radio tahitien.
- Nat Mara (1922-1986). Chanteur et chorégraphe.
- Vaiere Mara (1936-2005) Sculpteur.
- Barthélémy Arakino (auteur compositeur interprète).
- Évrard Chaussoy (peintre et sculpteur).
- Chief Miko (sculpteur).
- Teva Victor (sculpteur).
- Tavana Salmon (tatoueur).
- Pitore (sculpteur).
- Laurent Purotu (tatoueur né en 1961).
- Roonui (tatoueur né en 1961).
- Chimé (tatoueur).
- Andreas Dettloff (artiste plasticien).
- Jonathan Bougard (Artiste peintre et réalisateur).
- Léon Taerea (dessinateur et peintre).
- Angélo Ariitai Neuffer (auteur compositeur interprète).
- Cartouche (photographe et militante).